# Žatika Sports Centre
La Žatika Sports Centre è un'arena polivalente coperta di Parenzo.

## Storia
Costruito per ospitare i Mondiali di pallamano del 2009 ospitati proprio in Croazia, successivamente è stato sede dell'Europeo maschile del 2018 e del Mondiale maschile 2025.